# Драбинчасті м'язи

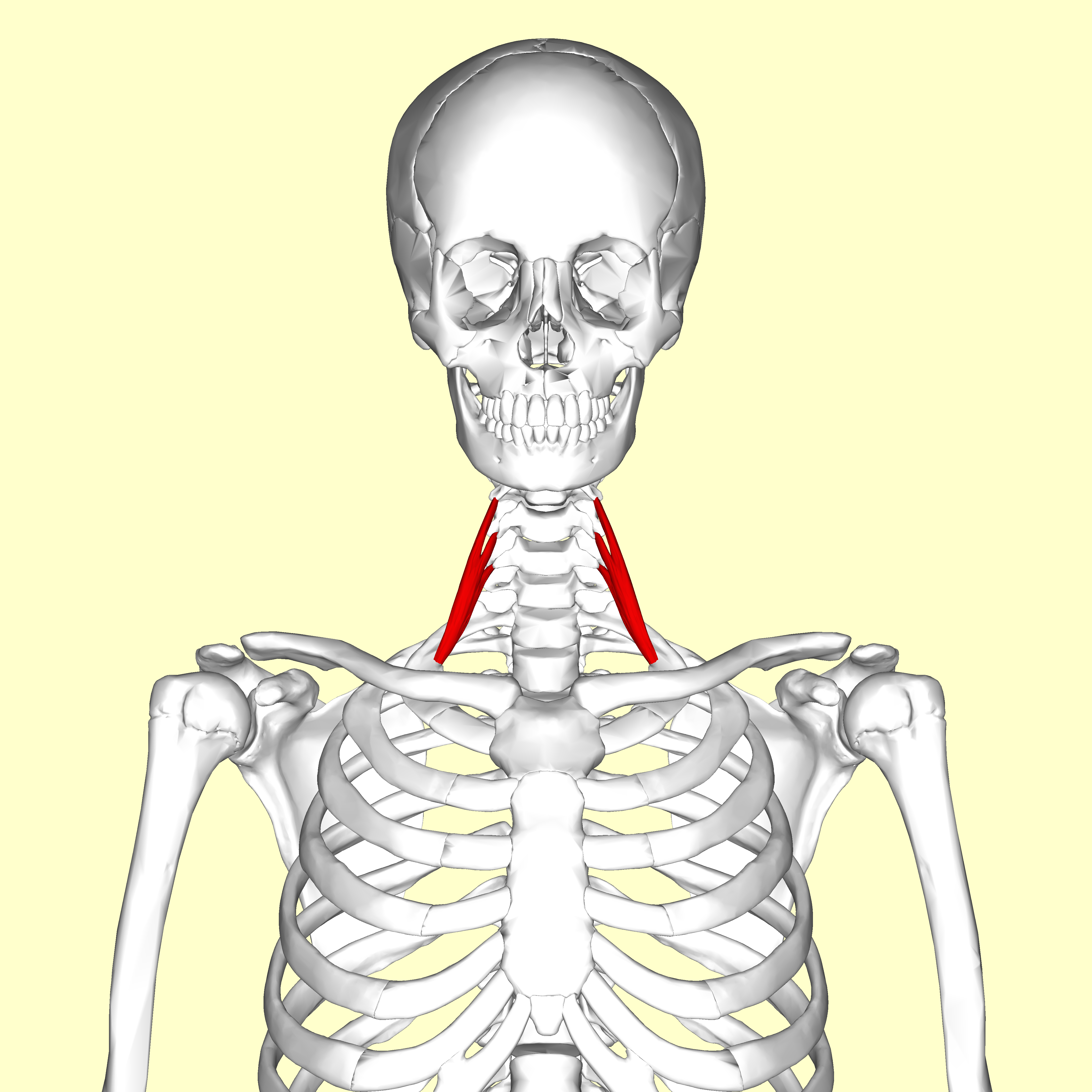
Передній драбинчатий м'яз m. scalenus anterior

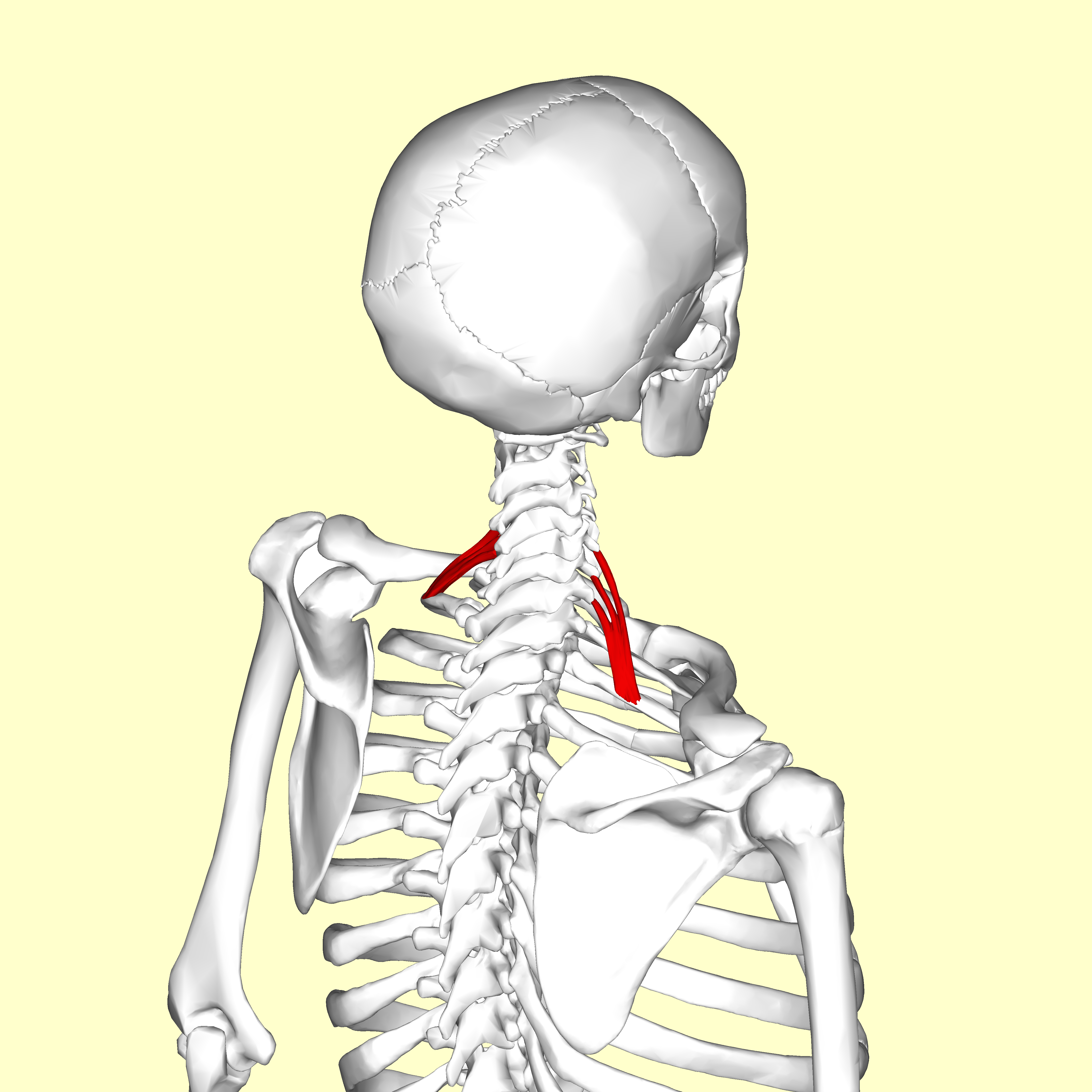
Задній драбинчатий м'яз m. scalenus posterior

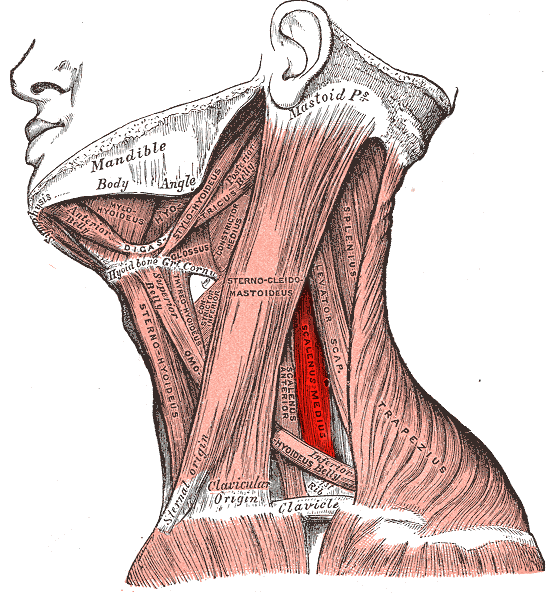
Середній драбинчатий м'яз m. scalenus medius

Драбинчасті м'язи шиї — глибока бічна група м'язів шиї, до її складу входять передній, середній і задній драбинчасті м'язи. Таку назву вони отримали тому, що починаються і прикріплюються з уступами, драбиноподібно. Серед глибоких м'язів шиї розрізняють також присередню (передхребтову) групу, що включає довгі м'язи шиї і голови, передній і бічний прямі м'яза голови, що розташовані на передній поверхні хребтового стовпа по обидва боки від серединної лінії.

## Опис
Передній драбинчастий м'яз (т. scalenus anterior) представлений довгою, звуженою донизу стрічкою.
Початок: сухожилковими зубцями від передніх горбків поперечних відростків II–VI шийних хребців.
Прикріплення: м'язові пучки прямують зверху донизу і прикріплюються коротким сухожилком до горбка переднього драбинчастого м'яза на верхній поверхні І ребра (попереду від борозни підключичної артерії). Попереду передній драбинчастий м'яз прикритий груднинно-ключично-соскоподібним м'язом.
Кровопостачання: висхідна артерія шиї і нижня щитоподібна артерія.
Іннервація:м'язові гілки шийною сплетення (С3–С8).
Середній драбинчастий м'яз (т. scalenus medius) довший і товщий за попередній, розташований збоку і позаду від і-гього.
Початок: короткими сухожилковими зубцями від поперечних відростків II–VII шийних хребців, збоку від початку переднього драбинчастого м'яза.
Прикріплення: м'яз проходить зверху донизу і збоку від переднього драбинчастого м'яза, прикріплюється коротким сухожилком до верхньої поверхні І ребра позаду від борозни підключичної артерії.
Оскільки передній і середній драбинчасті м'язи прикріплюються попереду і позаду від борозни підключичної артерії, то між цими м'язами над І ребром утворюється міждрабинчастий простір (spatium interscalenum), через який проходять підключична артерія і стовбури плечового нервового сплетення.
Кровопостачання: глибока артерія шиї, хребтова артерія, поперечна артерія шиї.
Іннервація: м'язові гілки шийного сплетення (С3-С8).
Задній драбинчастий м'яз (т. scalenus posterior) найкоротший із драбинчастих м'язів.
Початок: тонкими сухожилковими пучками від задніх горбків поперечних відростків IV-VI шийних хребців.
Прикріплення: м'яз проходить зверху донизу і прикріплюється до верхнього краю і зовнішньої поверхні II ребра.
Кровопостачання: глибока артерія шиї, поперечна артерія шиї, задня міжреброва артерія.
Іннервація: м'язові гілки шийного сплетення (С7-С8).
Функції: усі драбинчасті м'язи при фіксованому шийному відділі хребта піднімають І і II ребра, сприяючи розширенню грудної порожнини, тобто беруть участь в акті вдиху. При фіксованих І і II ребрах і двобічному скороченні драбинчасті м'язи нахиляють шию вперед. При однобічному скороченні згинають і нахиляють шию у свій бік.